# Charles Pasarell
Charles Pasarell, detto Charlie (Santurce, 12 febbraio 1944), è un ex tennista portoricano naturalizzato statunitense.

## Carriera sportiva
Giocatore destro, Charlie Pasarell frequentò la UCLA dove vinse il torneo NCAA nel 1968 un anno dopo il suo amico e compagno di squadra Arthur Ashe; raggiunse la prima posizione della classifica americana nel 1967. Pasarell esordisce nel tennis professionistico nel 1968 e raggiunge la posizione numero 35 della classifica ATP il 3 giugno 1974. Il 2 gennaio 1984 occupava la posizione numero 513 della classifica ATP di doppio.
Nel 1969 divenne famoso per aver disputato il più lungo match della storia di Wimbledon contro Pancho Gonzales: il quarantunenne Gonzales vinse per 22-24, 1-6, 16-14, 6-3, 11-9 dopo una battaglia durata 5 ore e 12 minuti. Nel 2010 tale primato venne superato nel corso dell'incontro di primo turno tra John Isner e Nicolas Mahut, terminato con il punteggio di 6-4, 3-6, 6-7, 7-6, 70-68 in favore di Isner. Tale incontro risulta il più lungo nella storia del tennis per il numero dei game disputati (183) e la durata del match sul campo (calcolata in totale in 11 ore e 5 minuti).
Nel 2013 viene introdotto nell'International Tennis Hall of Fame.

## Carriera dirigenziale
Pasarell è stato direttore del torneo Pacific Life Open di Indian Wells (California) fino al 2012 e commentatore televisivo per Tennis Channel. È inoltre membro della Intercollegiate Men's Tennis Hall of Fame e della Southern California Tennis Association Hall of Fame.